# Machimus notialis
Machimus notialis là một loài ruồi trong họ Asilidae. Machimus notialis được Martin miêu tả năm 1975. Loài này phân bố ở vùng Tân Bắc giới.